# Emma Freud
Emma Vallencey Freud (nacida el 25 de enero de 1962) es una locutora y comentarista cultural inglesa.

## Biografía
Freud es hija del político y locutor Sir Clement Freud y June Flewett. Es bisnieta del padre del psicoanálisis, Sigmund Freud. Su hermano menor es Matthew Freud, quien es esposo de la hermana de Rupert Murdoch, Elisabeth Murdoch. Su tío es el pintor Lucian Freud. Es prima de la diseñadora de modas Bella Freud. Fue educada en Londres en el colegio para mujeres Queen’s College School y es alumna del Royal Holloway College. Es esposa del guionista Richard Curtis, con el que tiene tres hijos, todos nacidos en Westminster, Londres: Charles, James, y Rachel.

### Televisión
En televisión, trabajó inicialmente en programas infantiles de televisión por cable, antes de copresentar The Six O'Clock Show de LWT (London Weekend Television) desde 1986. En 1987, copresentó el concurso de viajes para niños Worldwise. Más tarde ese año, ganó una cierta notoriedad mediática por presentar el show de conversación, Pillow Talk, en el que entrevistaba invitados estando en cama con ellos, como parte del late Night Network. A pesar de su escenario, las entrevistas eran en gran medida inocentes.
En 1986, Freud también apareció como la Princesa Diana en el especial Thames Television, suplantando al Royal Variety Performance, junto al impresionista Mike Yarwood, quien apareció como el Carlos, príncipe de Gales, además de otros roles. En 1988 ayudó a presentar la Teletón de Londres.
En 1990 y 1991, Freud presentó dos episodios de Plunder, un programa de conversación en BBC2 en el que entrevistaba invitados sobre sus clips de televisión favoritos. Emma también ha presentado programas del Channel 4, como The Pulse que tocaba el tema de la salud, y The Media Show.

### Radio
En la radio, ha contribuido regularmente al misceláneo del sábado Loose Ends de Ned Sherrin en Ràdio 4. En 1988, fue una de las presentadoras de GLR, donde presentó programa de las 10 a. m.. Uno de sus productores durante este periodo fue Chris Evans. También ha aparecido en Just A Minute el 14 de abril de 1990, actuando en broma en contra de su padre, quien era regular en el programa.
En 1993, Emma primero apareció en Radio 1, reemplazando a Nicky Campbell en su late show Into de Night. Más tarde ese año, fue invitada por el nuevo controlador del canal Matthew Bannister para reinventar el programa de la tarde presentado anteriormente por Jakki Brambles. Desde enero de 1994, Emma apareció en la estación cada fin de semana entre las 12 de la noche y las 2 p. m., presentando un mix de música, entrevistas y nuevas características interactivas. Fue apreciado por algunos, pero se mostró poco popular con muchos que preferían el formato anterior. En el programa de radio The Nation's Favourite de Simon Gardfield en 1988, Bannister dijo que Freud fue «tratada muy mal por las personas de la estación, especialmente otra mujer». Dejó la estación a finales de 1994.

### Proyectos
Emma Freud está regularmente envuelta en proyectos con su pareja Richard Curtis, incluyendo Comic Relief, la exitosa teletón de caridad y bianual británica que él ayudó a establecer.
Curtis también regularmente reconoce las capacidades de Freud, incluyendo los créditos por The Vicar of Dibley, Cuatro bodas y un funeral, Notting Hill, El diario de Bridget Jones, Love Actually, La chica del café y The Boat That Rocked. 
En agradecimiento, Curtis ha escrito escenas en donde los argumentos le dicen cosas a Freud. Curtis tímidamente admitió que la escena final de Cuatro bodas y un funeral fue su manera de decir «Te amaré por siempre» a Freud sin decírselo directamente.